# The Killer (film, 1989)
Pour les articles homonymes, voir The Killer.
Pour plus de détails, voir Fiche technique et Distribution.
The Killer ou Le Tueur au Québec (chinois simplifié : 喋血双雄 ; chinois traditionnel : 喋血雙雄 ; pinyin : Die xue shuang xiong) est un film d'action hongkongais écrit et réalisé par John Woo et sorti en 1989 à Hong Kong. Il raconte l'histoire du tueur à gages Jeff, joué par Chow Yun-fat, qui blesse accidentellement la chanteuse Jennie (Sally Yeh) aux yeux durant une fusillade. Il découvre plus tard que si Jennie ne subit pas une opération coûteuse, elle deviendra aveugle. Pour obtenir l'argent nécessaire, il décide d'effectuer un dernier coup.
Une fois que Tsui Hark ait cessé son soutien financier après la sortie du film Le Syndicat du crime 2 de Woo, celui-ci doit chercher des financements du côté des maisons de production de Chow Yun-fat et Danny Lee. Woo tourne  The Killer  avec un scénario non achevé et dont l'intrigue est influencée par les films Le Samouraï, Mean Streets, et Narazumono (ja). Woo désire faire un film sur l'honneur, l'amitié et les relations entre deux personnes apparemment opposées. Après avoir terminé le tournage, il qualifie The Killer d'hommage aux réalisateurs Jean-Pierre Melville et Martin Scorsese.
The Killer n'est pas un succès immédiat à Hong Kong, mais est salué par la critique dans le monde occidental, notamment pour ses scènes d'action et son style exagéré. Le film est le premier pas de Woo dans la réalisation de films hollywoodiens et influence fortement de nombreux réalisateurs tels que Quentin Tarantino, Robert Rodriguez ou Johnnie To.
John Woo réalise lui-même un remake américain sorti en 2024.

## Synopsis
Jeff est un tueur à gages. Lors d'un contrat, il rend accidentellement aveugle une chanteuse de bar, Jennie. Hanté par le remords, il décide d'aider Jennie... et tombe progressivement amoureux d'elle. Alors qu'il décide d'accepter un dernier contrat, dont l'argent doit servir à opérer Jennie, il se fait repérer par l'inspecteur Li. Les commanditaires de Jeff décident alors de se retourner contre lui et tentent de l'assassiner. Coincé entre l'inspecteur Li, flic acharné prêt à tout pour l'arrêter, et son ancien boss, Jeff n'a pas d'autre choix que de reprendre les armes. Alors que les amitiés sont trahies, aucun personnage n'apparaît ni tout blanc ni tout noir.

## Fiche technique
- Titre français et anglophone : The Killer
- Titre québécois : Le tueur
- Titre original : chinois simplifié : 喋血双雄 ; chinois traditionnel : 喋血雙雄 ; pinyin : Die xue shuang xiong
- Réalisation et scénario : John Woo
- Musique : Lowell Lo
- Photographie : Peter Pau et Horace Wong
- Montage : Kung Wing Fan
- Direction artistique : Luk Man-Wah
- Costumes : Shirley Chan
- Production : Tsui Hark
- Production : Golden Princess Film Production, Film Workshop, Long Shong Pictures ; en association avec Magnum Films et Media Asia Group
- Distribution : Golden Cinema City (Hong Kong), Metropolitan Filmexport (France)
- Pays de production :  Hong Kong
- Langue originale : cantonais
- Format : couleur — 35 mm — son monophonique
- Genre : action, gangsters, drame et thriller
- Durée : 107 minutes, 141 minutes (version taïwanaise)
- Dates de sortie :
  - Hong Kong : 6 juillet 1989
  - France : 3 mai 1995
- Classification[1] : 
  - États-Unis : R
  - France : interdit aux moins de 16 ans, art et essai[2]

## Distribution
- Chow Yun-fat (VF : Michel Vigné) : Ah-Jong / Jeff Chow
- Danny Lee (VF : Bruno Dubernat) : l'inspecteur Li / Eagle
- Sally Yeh (VF : Déborah Perret) : Jennie
- Chu Kong (VF : Mario Santini) : Sydney Fung
- Kenneth Tsang (VF : Patrick Messe) : Randy Chang
- Shing Fui-on (VF : Jean-Jacques Nervest) : Johnny Weng
- Yip Wing-Cho : Tony Weng
- Fan Wei Yee : Frank Yau
- Barry Wong (VF : Daniel Lafourcade) : l'inspecteur en chef Tu
- Parkman Wong : l'inspecteur Chan
- Ng Siu-Hung : un tueur
- Kwong Leung Wong : Wong Tong / Eddie Wong

## Production
The Killer est tourné à la suite du Syndicat du Crime 2, sorti en 1987. Le premier montage du Syndicat du crime 2 étant jugé trop long aux yeux des studios, le film a été monté séparément par le producteur Tsui Hark et John Woo. Selon le producteur Terence Chang (en), Hark a estimé que Woo a ruiné Le Syndicat du crime 2, demandant même à Chang de virer le réalisateur du studio. Lorsque Chang refusa, Hark commence à rejeter les nouvelles idées de longs-métrages de Woo, y compris celles que Woo réalisera plus tard telles que Une balle dans la tête et Les Associés,. Lorsque John Woo propose l'histoire de The Killer à Tsui Hark, celui-ci la refuse au motif que « personne ne veut voir un film sur un tueur ».
The Killer n'a pas pu être tourné avant que Chow Yun-fat, qui avait déjà travaillé avec Woo sur les deux volets du Syndicat du crime, ne fasse concrétiser le projet. En effet, l'acteur est intervenu et engage la société avec lequel il était engagé, Golden Princess Film, pour en financer une partie. Woo voulait Danny Lee pour le rôle de Li Ying, mais l'acteur avait signé un contrat exclusif avec Cinema City et ne pouvait travailler sur The Killer que si sa société de production, Magnum, était impliquée,. John Woo s'est approché de son amie, Sally Yeh, lui demandant de jouer dans un film pour jouer un personnage féminin important. Yeh était actuellement sous contrat avec Tsui Hark et a accepté le rôle, mais a ensuite estimé qu'elle ne lui avait pas donné sa meilleure performance. Les rôles de soutien ont été donnés à des amis des acteurs et du réalisateur. Chu Kong était un ami de Chow Yun-fat qui était en retraite et qui a recommencé à jouer dans The Killer en guise de faveur. Deux des amis proches de Woo ont rejoint le casting : l'acteur Kenneth Tsang et le scénariste Barry Wong. Wong Wing-Hang a été embauché comme directeur de la photographie mais a dû quitter le tournage pendant une longue période de temps, alors Peter Pau l'a remplacé pour filmer le reste du long-métrage.

## Sortie et accueil
The Killer est sorti à Taiwan en mars 1989 avec une durée de 124 minutes. Il a ensuite été ramené à sa durée actuelle de 107 minutes avant de sortir à Hong Kong le 6 juillet 1989. Woo estime que cette réduction était « bien meilleure ». Le film n'a pas été un succès immédiat à Hong Kong en raison du massacre de la place Tian'anmen, mais a réussi à engranger 18 355 083 $ HK, le positionnant à la neuvième place du box-office hongkongais,.
Le film connaît une sortie limitée aux États-Unis, où il est parvenu à récolter 3 932 USD. En France, The Killer sort six ans après sa diffusion hongkongaise et prend la huitième place du box-office la semaine de sa sortie avec 17 216 entrées dans 15 salles, dont 12 700 entrées sur Paris, où il est diffusé dans sept salles. Finalement, il totalise 85 825 entrées durant toute son exploitation, faisant un score relativement similaire à À toute épreuve (85 104 entrées).

## Distinctions
- Hong Kong Film Award du meilleur réalisateur et Hong Kong Film Award du meilleur montage ainsi que les nominations au Hong Kong Film Award du meilleur film, au Hong Kong Film Award du meilleur second rôle masculin (Chu Kong), au Hong Kong Film Award du meilleur scénario et au Hong Kong Film Award de la meilleure photographie lors des Hong Kong Film Awards 1990.

## Remake
En 1992, Walter Hill et David Giler développent pour Tri-Star un scénario intitulé The Killer. Un communiqué de presse révèle que les rôles principaux ont été pensés pour Richard Gere et Denzel Washington,. Cependant, les producteurs et les scénaristes sont dérangés par la relation entre les deux personnages principaux qui, selon eux, pour être mal interprétée par le public américain. Le producteur Terence Chang (en) leur suggère alors d'engager d'engager Michelle Yeoh pour éviter une confusion et des allusions homosexuelles. En 1993, les scénaristes Jim Cash et Jack Epps, Jr. sont engagés par les producteurs Charles Roven et Robert Cavallo. Ils écrivent une nouvelle ébauche dans laquelle un tueur caucasien évolue à Hong Kong
En octobre 2007, The Hollywood Reporter annonce qu'un projet de remake de The Killer est toujours d'actualité, avec Lee Jae-han à la réalisation. Cette nouvelle version doit se dérouler à Los Angeles, dans les quartiers de Koreatown, Chinatown et South Central. Très fan du film original, le cinéaste sud-coréen se dit très excité de travailler sur un tel projet. John Woo doit y participer comme producteur alors que l'acteur Jeong Woo-seong est évoqué. Il est précisé par ailleurs que le film sera tourné pour la 3D. Alors que le film est produit par Seven Stars Film Studios, Josh Campbell se charge du scénario. Sarah Li est alors annoncée dans le rôle de la chanteuse aveugle. En octobre 2015, John Woo évoque à nouveau le projet et rapporte que Lee Jae-han travaille toujours dessus.
En 2015, John Woo annonce qu'il retournera à Hollywood après le tournage de Manhunt (2017), pour y développer l'adaptation américaine de The Killer. Le projet est cette fois mené par Universal Pictures, d'après un script d'Eran Creevy (en) basé sur les ébauches de Josh Campbell et Matt Stuecken, ainsi que des contributions de Brian Helgeland. L'actrice Lupita Nyong'o est alors annoncée dans le rôle-titre. John Woo évoque un début de tournage pour janvier 2019. Cependant, en novembre 2019, John Woo révèle dans la presse que l'actrice mexico-kényane a finalement quitté le projet en raison de conflits d'emploi du temps liés à de nouvelles réécritures du script. En mai 2022, il est confirmé que John Woo réalisera lui-même le film, dont la diffusion se fera sur la plateforme Peacock. En août 2022, Universal annonce qu'Omar Sy tiendra le rôle du policier. En mars 2023, l'actrice britannique Nathalie Emmanuel est annoncée dans le rôle-titre. Le tournage débute à l'été 2023 à Paris, mais est interrompu en raison de la grève SAG-AFTRA 2023. Le film sort en août 2024 sur Peacock.